# Scots Guards
Die Scots Guards (deutsch Schottische Garde) sind ein Regiment der Guards Division (Gardedivision) der British Army. Es ist eines der fünf Leibregimenter von König Charles III.

## Geschichte

Symbolbild – Scots Guards Full Dress

Die Scots Guards sind das drittälteste der Garde-Infanterie-Regimenter der britischen Armee. Das Regiment geht auf das Marquis of Argyll’s Royal Regiment zurück, das am 16. März 1642 von Archibald Campbell, 1. Marquess of Argyll, als Leibgarde für König Karl I. ausgehoben wurde. Während der Invasion Schottlands 1650 durch Oliver Cromwell verteidigte das Regiment Edinburgh Castle und nahm an der Schlacht von Dunbar teil. Als die Armee des Königs bei Worcester besiegt wurde, wurde das Regiment bis zur Wiederherstellung der Monarchie aufgelöst.

Im Januar 1661 wurde die erste Kompanie der Foot Guards aufgestellt. Im September des folgenden Jahres waren bereits sechs weitere Kompanien des Scots Regiment of Guards aufgestellt worden. Da sie in Edinburgh, Stirling und Dumbarton Castle stationiert waren, handelte es sich bei den Scots Guards um Househould-Truppen.
Während der Zeit, in der in Schottland die königliche Autorität und die Fraktionen der Bündnisse in militärische Konflikte verwickelt waren, nahmen die Scot Guards an einer Reihe von militärischen Auseinandersetzungen teil.

Als Jakob II. seinem Bruder auf den Thron folgte, wurde das schottische Regiment of Foot Guards dem englischen Establishment hinzugefügt. Sie hatten den Vorrang vor dem 1. und 2. Regiment der Fußtruppen und wurden bald als Scots Guards bekannt. Das Regiment wurde bald auf zwei Bataillone aufgestockt. 1688 erhielten alle königlichen Regimenter Schottlands den Befehl, nach England zu ziehen, um James gegen Wilhelm von Oranien zu unterstützen. Die Regimenter schlossen sich jedoch Wilhelm an und James floh schließlich nach Frankreich.
Der heutige Name wurde 1877 von Königin Victoria verliehen.
Soldaten der Scots Guards kämpften im 18. und 19. Jahrhundert in allen größeren Kriegen des Britischen Empires. In den beiden Weltkriegen waren Bataillone des Regiments an nahezu allen Fronten in Europa und Nordafrika eingesetzt, an denen britische Truppen kämpften. Nach dem Zweiten Weltkrieg hat das Regiment am Falklandkrieg, aber auch an vielen Einsätzen im Rahmen von UN-Friedensmissionen teilgenommen. Auch am Persischen Golf war es eingesetzt.
Ein gewöhnlicher Soldat der Scots Guards wird Guardsman genannt (während er in regulären Einheiten Private heißt), eine Auszeichnung, die König Georg V. nach dem Ersten Weltkrieg einführte. Heute leistet das Erste Bataillon des Regiments Dienst als mechanisierte Infanterie. Eine besondere Kompanie, die die Tradition des Zweiten Bataillons fortführt, wird als Wacheinheit eingesetzt. Das Regiment nimmt regelmäßig an vielen wichtigen protokollarischen Ereignissen in Großbritannien teil, z. B. an Trooping the Colour und Remembrance Sunday.
Der derzeitige Colonel of the Regiment ist Prinz Edward, 2. Duke of Kent, ein Cousin von Königin Elisabeth II.

## Battle Honours
Das Regiment hat eine vergleichsweise lange Liste von Battle Honours (ehrenvolle Erwähnungen von Schlachten, an denen es teilgenommen hat), die teilweise auf der Regimentsfahne aufgeführt sind.
Battle honours (englische Bezeichnungen)
- vor dem Ersten Weltkrieg: Namur, Dettingen, Lincelles, Egypt, Talavera, Barrosa, Fuentes d’Onor, Salamanca, Nive, Peninsula, Waterloo, Alma, Inkerman, Sevastopol, Tel-er-Kebir, Egypt 1882, Suakin 1885, Modder River, Südafrika 1899–1902
- Erster Weltkrieg: Retreat from Mons, Marne 1914, Aisne 1914, Ypern 1914, 1917, Langemarck 1914, Gheluvelt, Nonne Bosschen, Givenchy 1914, Neuve-Chapelle, Aubers, Festubert 1915, Loos, Somme 1916, 1918. Flers Courcelette, Morval, Pilckem, Poelcapelle, Cambrai 1917 1918, St. Quentin, Albert 1918, Bapaume 1918, Arras 1918, Drocourt-Quéant, Hindenburg Line, Havrincourt, Canal du Nord, Selle, Sambre, France and Flanders 1914–1918
- Zweiter Weltkrieg:
  - Nord-West Europa: Stien, Norway 1940, Quarry Hill, Estry, Venlo Pocket, Rhineland, Reichswald, Kleve, Moyland, Hochwald, Rhine, Lingen, Uelzen, North-West Europe 1944–1945
  - Nord Afrika: Halfaya 1941, Sidi Suleiman, Tobruk 1941, Gazala, Knightsbridge, Defence of Alamein Line, Medenine, Tadjera Khir, Medjez Plain, Grich el Oued, Djebel Bou Aoukaz 1943 I, North Africa 1941–1943,
  - Italien: Salerno, Battipaglia, Volturno Crossing, Roccheta e Croce, Monte Camino, Campoleone, Carroceto, Trasimene Line, Advance to Florence, Monte San Michele, Catarelto Ridge, Argenta Gap, Italy 1943–1945
- Nachkriegszeit: Mount Tumbledown, Falkland Islands 1982, Gulf 1991

## Erkennungszeichen
Auf Distanz sind die Paradeuniformen der verschiedenen Garde-Regimenter nicht zu unterscheiden. Jedoch sind sie an bestimmten Details zu erkennen.
- Die Scots Guards tragen an ihrer Bärenfellmütze keine Feder.
- Am Kragen tragen sie die Distel, das traditionelle Symbol Schottlands.
- Acht Knöpfe verteilt zu jeweils 3, nachfolgender Pause und dann 2 (von oben: 3,0,3,0,2) befinden sich über dem Gürtel.
- An der Mütze der normalen Dienstuniform tragen die Soldaten ein kariertes Band in rot, weiß und blau.